# Cuboctaedro truncado
O Cuboctaedro truncado ou grande rombicuboctaedro é um Sólido de Arquimedes
Tem no total 26 faces, todas regulares: 12 quadrados, 8 Hexágonos e 6 Octógonos.
O Cuboctaedro truncado tem 48 vértices e 72 arestas.
O Poliedro dual do Cuboctaedro truncado é o Dodecaedro disdiakis.

## Área e Volume
Área A e o volume V de um Cuboctaedro truncado de lado a:
{\displaystyle A=12(2+{\sqrt {2}}+{\sqrt {3}})~a^{2}\approx 61,7552~a^{2}}
{\displaystyle V=(22+14{\sqrt {2}})~a^{3}\approx 41,7990~a^{3}}